# Ковалевська Софія Василівна
Софі́я Васи́лівна Ковале́вська (3 (15) січня 1850, Москва — 29 січня (10 лютого) 1891, Стокгольм) — російський математик, письменниця і публіцистка. Професорка Стокгольмського університету.
Авторка праць з математичного аналізу (диференціальні рівняння і аналітичні функції), механіки й астрономії.
Перша жінка, що отримала звання професора математики в Європі. Уроджена Корвин-Круковська, дружина В. О. Ковалевського — основоположника еволюційної палеонтології, що походив із старшинського роду на Слобожанщині.[джерело?]

## Життєпис
Народилась 15 січня 1850 року в Москві. Батько — Василь Васильович Крюковський, військовий — за участь у трьох походах нагороджений найвищими орденами і медалями, у 1858 р. у чині генерала вийшов у відставку і переїхав з родиною до маєтку в с. Полибіно Вітебської губернії (Білорусь). Тут і пройшли дитячі роки Софії. Змалку мала такі риси, як зосередженість, наполегливість у досягненні мети і цілковиту самостійність. Читати навчилася сама. Гувернантка-англійка вчила Софію хороших манер і англійської мови. Передовий педагог Малевич викладав російську граматику, літературу, математику та інші предмети.
Спочатку арифметики Софія не любила, але згодом захопилась нею: розв'язувала задачі за допомогою різних комбінацій чисел, виявляючи неабияку кмітливість. Малевич дав їй вивчати двотомний курс арифметики Бурдона, написаний для студентів Паризького університету. Вивчення геометрії також ішло успішно. Інколи, вислухавши доведення вчителя, Софія доводила деякі теореми по-своєму.
Коли Софії виповнилось 11 років, під час зимового перебування родини у Петербурзі викладачем математики до неї запросили лейтенанта флоту О. М. Страннолюбського. Вже на перших заняттях викладача здивувало те, як швидко дівчина засвоювала перші поняття з вищої математики (границі, похідної тощо), «начебто вона їх раніше знала». Софія пояснила: «У ту хвилину, коли ви пояснювали мені ці поняття, мені раптом пригадалося, що все це було написано в лекціях Остроградського, якими була обклеєна наша кімната, і саме поняття про границю здалося мені давно відомим».
Щоб самостійно жити і вчитися, восени 1868 року Софія вступає у фіктивний шлюб з Володимиром Онуфрійовичем Ковалевським.
З захопленням відвідує лекції з фізіології Сєченова у Медичній академії, анатомію вивчає в лабораторії Грубера, біологію — у Мечникова, хімію — у Зініна, математику — в Страннолюбського. Багатопредметність у навчанні пояснюється підготовкою до екзаменів. Крім цього, мріє стати лікаркою. Але склавши екзамени на атестат зрілості, віддає перевагу математиці. У тодішній Російській імперії до вищої школи жінок не приймали. Тому подружжя Ковалевських разом із сестрою Софії Ганною виїжджають за кордон.
У Гейдельберзі, де працювали видатні вчені Кірхгоф, Гельмгольц, Бунзен та інші, Софія добилася дозволу відвідувати університетські лекції: щотижня слухала по 22 лекції, з яких 16 — з математики. Навчання в університеті йшло дуже добре.
Наприкінці 1870 року закінчила навчання в Гейдельберзі і переїздить до Берліна, щоб продовжувати освіту в столиці Пруссії. У берлінському університеті працював визначний математик Карл Веєрштрас — знавець вищих трансцендентних функцій, абелевих і особливо складних еліптичних та ультраеліптичних. Веєрштрас працював з Ковалевською двічі на тиждень по 2 години. Німецький математик Фелікс Клейн говорив, що інтелектуальна сила Веєрштраса більше пригнічувала слухачів, ніж сприяла їхній самостійній творчості. Ковалевська ж, працюючи у Веєрштраса, вела власну творчу роботу. Першу невелику працю написала для математичного журналу, але друк не стався через те, що до редакції кількома днями раніше надійшла аналогічна праця іншого автора. У цей період написано три складні математичні праці. Перша з них — «Зведення деякого класу абелевих інтегралів третього рангу до інтегралів еліптичних», її дуже високо оцінив Веєрштрас. Друга праця «Про форму кільця Сатурна» доповнювала дослідження Лапласа з цього питання. Третя праця — «До теорії диференціальних рівнянь у частинних похідних» — узагальнювала відповідні дослідження самого Веєрштраса. До Вейерштрасса цю тему досліджував Коші. Теорема, що її довела Ковалевська, належить до класичних, вона увійшла до математичних курсів університету під назвою «теорема Коші-Ковалевської».
Ковалевська співчувала революційній боротьбі та ідеям утопічного соціалізму, тому у квітні 1871 р. разом з чоловіком приїхала в обложений Париж, доглядала за пораненими комунарами. Згодом брала участь у порятунку з в'язниці діяча Паризької комуни В. Жаклара, чоловіка своєї сестри-революціонерки Анни.
У 1874 р. Веєрштрас поставив перед Геттінгенським університетом питання про надання Софії Ковалевській заочно і без екзаменів ступеня доктора філософії. Він писав, що Ковалевська сильна в усіх галузях математики і що кожна із трьох її праць може бути достатньою підставою для присудження докторського ступеня. Математичний факультет університету розглянув ці праці і дав їм найвищу оцінку, на підставі чого рада Геттінгенського університету в липні 1871 р. надала Ковалевській без екзамену і диспуту, заочно ступінь доктора філософії з найвищою відзнакою.
Того ж року Ковалевська повертається до Петербурга. Зайняти посаду викладача математики у вищій школі вона не могла, бо це категорично заборонено жінкам. Змушена відійти на деякий час від наукової роботи, поринула у літературно-публіцистичну діяльність: писала для газет наукові нариси і театральні рецензії. У домі Ковалевських можна було зустріти таких визначних учених, як Сєченов, Менделєєв, Чебишов, письменників — Тургенєва, Достоєвського та ін.
Ковалевська показує свої математичні праці Чебишову. Він високо їх оцінив за свіжість, глибину думок і порадив одну з них прочитати на VI з'їзді природодослідників і лікарів, що мав відбутися у Петербурзі в 1879 р. Доповідь Ковалевської на тему «Зведення деякого класу абелевих інтегралів третього рангу до еліптичних інтегралів» вислухали з великою увагою. Видатні вчені М. Є. Жуковський і К. А. Тимирязєв щиро радили їй працювати й далі в цій галузі, бо вона «народилася для математики».
У 1880 р. Ковалевська переїжджає в Москву і просить дозволу складати екзамени на ступінь магістра, але її прохання відхилено. У 1881 р виїздить до Берліна, згодом — до Парижа. Але і там не змогла знайти викладацького місця у вищій школі. 1881 року повернулася до Росії.
У серпні 1883 р. VII з'їзд природодослідників і лікарів в Одесі одноголосно обрав Софію Ковалевську головою математичної секції. Тут було зачитано дві доповіді — С. В. Ковалевської і професора Московського університету Л. Є. Жуковського. Доповідь С. В. Ковалевської «Про інтегрування диференціальних рівнянь з частинними похідними, що визначають заломлення світла в прозорому кристалічному середовищі» викликала великий інтерес. Наступного року Ковалевська зробила доповідь на цю ж тему на засіданні Паризької академії наук. Пізніше її було надруковано в записках Паризької академії наук і Стокгольмської академії наук. Працю високо оцінили вчені всього світу, вона принесла авторці широку популярність у наукових колах. На з'їзді Софія зустрілась з професором Стокгольмського університету Міттаг-Леффлером і була запрошена зайняти посаду приват-доцента. Ковалевська дала згоду і незабаром її запросили в Стокгольм офіційно.
До Стокгольма приїхала в листопаді 1883 р, а з січня 1884 р. почала читати лекції про диференціальні рівняння з частинними похідними. У першому семестрі викладала німецькою, а до початку другою семестру оволоділа шведською настільки, що читала нею лекції шведським студентам.
Рада університету обрала Софію Ковалевську штатним ординарним професором. Шведські газети помістили її портрети і біографію. Міттаг-Леффлер одержував листи від газетярів Парижа, Лондона і Відня з проханням надіслати портрет і біографію С. В. Ковалевської. Наступного року в Стокгольмському університеті Софії Ковалевській запропонували читати, крім лекцій з чистої математики, курс із механіки.
Окрім читання лекцій в університеті, Софія Ковалевська наполегливо проводила дослідження, найбільш важливі з яких стосуються теорії обертання твердого тіла. Світову славу вченій принесла фундаментальна праця «Обертання твердого тіла навколо нерухомої точки». Софія Ковалевська відкрила третій класичний випадок розв'язання задачі про обертання твердого тіла навколо нерухомої точки. Цим просунула вперед вирішення задачі, розпочате Леонардом Ейлером і Ж. Л. Лагранжем. Довела існування аналітичного (голоморфного) рішення задачі Коші для систем диференціальних рівнянь з частинними похідними, досліджувала завдання Лапласа про рівновагу кільця Сатурна, отримала друге наближення. Вирішила завдання щодо приведення деякого класу абелевих інтегралів третього рангу до еліптичних інтегралів. Працювала також в області теорії потенціалу, математичної фізики, небесної механіки.
У 1888 році Паризька академія наук оголосила третій конкурс на найкращу працю з цієї теми з видачею премії Бордена на три тисячі франків. Перші два конкурси не дали очікуваних результатів, і премію нікому не присудили. Софія Ковалевська надіслала свою роботу, узявши за девіз французьку приказку: «Говори, що знаєш, роби, що маєш; що буде, те й буде». Спеціальна комісія Академії визнала працю відмінною, найкращою з 15 поданих, в якій відкрито новий випадок. Враховуючи всі наукові якості праці, комісія ухвалила присудити авторці збільшену премію: п'ять тисяч франків. Праця була надрукована в наукових записках Паризької академії наук за 1889 рік. Вчені не поскупилися на оплески. Ковалевська, приголомшена успіхом, насилу опанувала себе і вимовила слова подяки.
Ковалевська оселилася поблизу Парижа, в Севрі, і доручила Міттаг-Леффлеру привезти до неї доньку. Тут вона вирішила продовжити додаткове дослідження про обертання твердих тіл для конкурсу на премію Шведської академії наук. До початку осіннього семестру в університеті повернулася в Стокгольм. Закінчуючи дослідження, працювала з відчайдушною рішучістю. За цю працю Шведська академія наук короля Оскара II присудила Софії Ковалевській премію тисячу п'ятсот крон.
7 листопада 1889 року Ковалевську обрали членом-кореспондентом на фізико-математичному відділенні Російської академії наук. У квітні 1890 року Ковалевська поїхала до Росії в надії, що її оберуть у члени академії на місце померлого математика Буняковського і вона здобуде ту матеріальну незалежність, яка дала б змогу займатися наукою в своїй країні. У Петербурзі Софія Василівна двічі була у президента академії князя Костянтина Костянтиновича, один раз снідала з ним і його дружиною. Він був дуже люб'язний з відомою вченою і все твердив, як було б добре, якби Ковалевська повернулася на Батьківщину. Але коли вона побажала бути присутньою на засіданні Академії як член-кореспондент, їй відповіли, що перебування жінок на таких засіданнях «не в звичаях академії». Софію Ковалевську в останні роки її життя близькі стосунки пов`язували з відомим науковцем Максимом Ковалевським. 
29 січня 1891 Софія Ковалевська померла у Стокгольмі від паралічу серця, спричиненого запаленням легень, у віці 41-го року.
Відспівували Софію Василівну в Свято-Преображенському храмі — найстарішій російській православній церкві в Західній Європі, а жалобний катафалк до кладовища проводжали тисячі шведів. Телеграми і вінки надходили з Росії та інших країн, всі шведські газети помістили жалобні некрологи. Похована на Північному кладовищі Стокгольма. У 1896 р. російські жінки на кошти, зібрані комітетом Вищих жіночих курсів та іншими організаціями, встановили на могилі Софії Ковалевської в Стокгольмі пам'ятник з чорного граніту, привезеного з Росії.

## Софія Ковалевська у мистецтві
Картина художниці Марини Іванової «Софія Ковалевська» зберігається в художньому музеї м. Дрезден, Німеччина.
Картина з аналогічною назвою створена і художником Миколою Толкуновим.

## Вшанування пам'яті
Вулиця Софії Ковалевської в Києві.